# Library of Tibetan Works and Archives

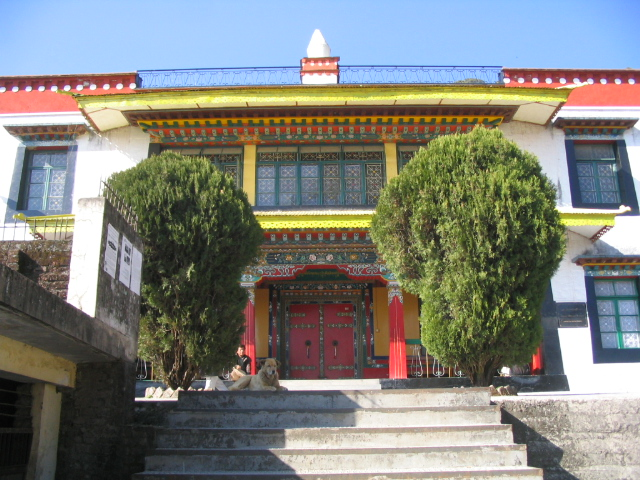
Ingang van de bibliotheek

De Library of Tibetan Works and Archives (LTWA) is een Tibetaanse bibliotheek in McLeod Ganj, nabij Dharamsala, Noord-India. De bibliotheek werd op 11 juni 1970 opgericht door de veertiende dalai lama, Tenzin Gyatso en wordt beschouwd als een van de belangrijkste bibliotheken en instituten voor Tibetaanse literaire en boeddhistische werken.
De bibliotheek bevat werken die tijdens de Tibetaanse diaspora in 1959 werden meegenomen, waaronder belangrijke manuscripten uit het Tibetaans boeddhisme, archieven in relatie tot de Tibetaanse geschiedenis, politiek, cultuur en kunstvoorwerpen. De bibliotheek bezit meer dan 80.000 manuscripten, boeken en documenten, meer dan 600 thangkaschilderingen, beelden en andere kunstvoorwerpen en boeddhistisch erfgoed, 6000 fotografieën en veel ander materiaal.
Het belangrijkste doel van de bibliotheek is het bieden van een omvangrijk cultureel hulpmiddel, het faciliteren van onderzoek en het uitwisselen van informatie. De derde verdieping van de bibliotheek bevat een museum dat geopend werd in 1974 en belangrijke kunst bevat, waaronder een mandala in houtsnijwerk van Avalokiteshvara en stukken die teruggaan tot in de 12e eeuw.